# Benjuí

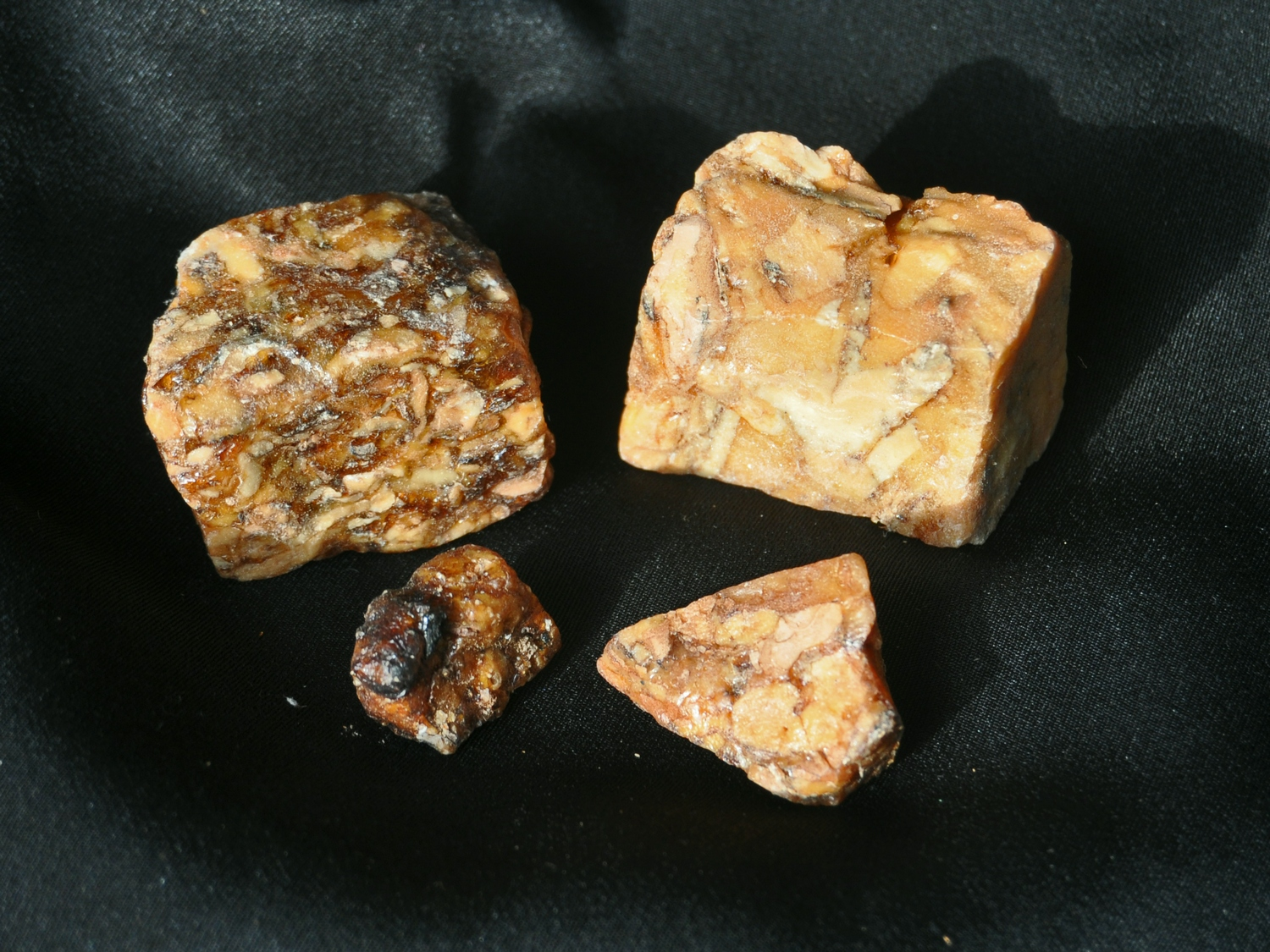
Benjuí, conegut com a kemenyan, de Gombong, Java central

El benjuí és una resina balsàmica obtinguda a partir de l'escorça de diverses espècies d'arbres del gènere Styrax. S'utilitza en perfums i algunes menes d'encens i com a aromatitzant i medicament.

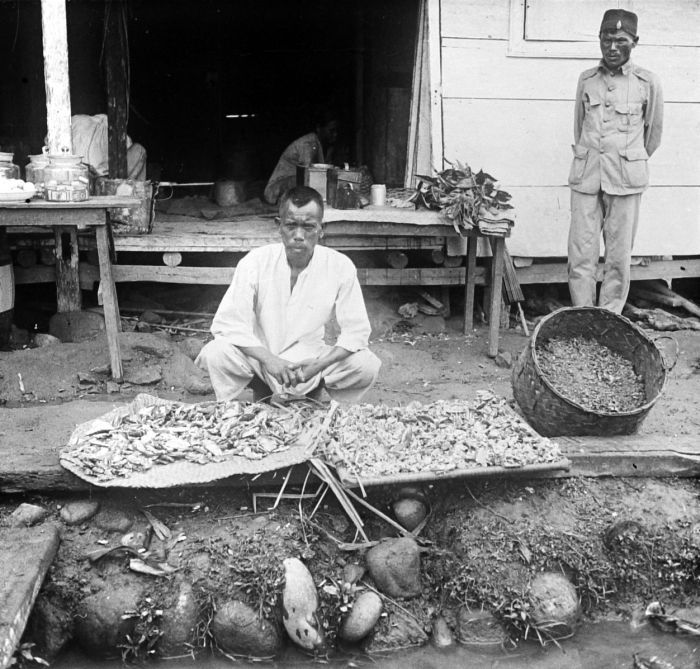
Venedor ambulant de benjuí a la Tapanoeli Residency, Sumatra Septentrional

El benjuí de vegades s'anomena a l'Índia Sambrani o loban, encara que loban és, a través de l'àrab lubān, un terme genèric per a encensos del tipus olíban. La síl·laba "benz" deriva en última instància de l'àrab lubān jāwī (لبان جاوي, "olíban de Java"). (mitjans del segle XVI: del francès benjoin, basat en l'àrab lubānjāwī "encens de Java").
Hi ha dues menes comunes de benjuí, el benjuí de Siam i el benjuí de Sumatra. El benjuí de Siam s'obté de Styrax tonkinensis, que creix a Tailàndia, Laos, Cambodja i el Vietnam . El benjuí de Sumatra s'obté de les espècies Styrax paralleloneurus (sin. Styrax sumatranus) i Styrax benzoin, que creix principalment a l'illa de Sumatra. Als Estats Units, el benjuí de Sumatra s'utilitza més sovint en preparacions farmacèutiques, el benjuí de Siam a les indústries dels sabors i fragàncies.
En perfumeria el benjuí s'utilitza com a fixador de l'aroma, alentint la dispersió d'olis essencials i altres components de la fragància a l'aire. El benjuí s'usa en cosmètica, medicina veterinària i espelmes aromàtiques. S'usa com a aromatitzant en begudes alcohòliques i no alcohòliques, productes de forn, xiclet, làctics congelats, gelatines, púdings i dolços suaus.
En anestèsia i cirurgia, s'utilitza com a adhesiu per assegurar apòsits de ferides i catèters i està disponible com a preparació estèril.